# 瀼渡電廠
瀼渡電廠位於重慶市萬州區瀼渡鎮西面5公里，文物遺址年代為1938年，2009年12月15日列為第二批重慶市文物保護單位。